# Frank Gerardo Pérez Alvarado
Frank Gerardo Pérez Alvarado (ur. 7 maja 1969) – wenezuelski duchowny rzymskokatolicki, od 2019 przełożony generalny Zgromadzenia Kapucynów Tercjarzy Matki Bożej Bolesnej.

## Życiorys
Święcenia kapłańskie przyjął 15 marca 2015. Urząd przełożonego generalnego pełni od 9 maja 2019.